# 卒業旅行 ニホンから来ました
『卒業旅行 ニホンから来ました』（そつぎょうりょこう ニホンからきました）は、1993年に公開された金子修介監督、織田裕二主演の日本映画。
ほぼ全編タイ王国で撮影されたコメディ作品。劇中で織田が、ピンク・レディーの『ペッパー警部』や西城秀樹の『YOUNG MAN (Y.M.C.A.)』を歌っている。

## あらすじ
卒業旅行で東南アジアの小国・チトワン王国にやってきた考古学マニアの冴えない大学生・三木靖男は、桃山百夫という怪しげなブローカーに騙され「一発太郎」という芸名で“外タレ”としてデビューさせられてしまう。酒と麻薬を飲まされた靖男はピンクレディーの『ペッパー警部』を歌うが、意外なことにそれがうけ、彼はチトワンの国民的アイドルになる。チトワン軍の幹部ヨーケンの娘・ムイから求婚され、日本に帰国しない靖男を心配して恋人の令子もチトワン王国にやってくる。

## キャスト
- 三木靖男（一発太郎）：織田裕二
- 桃山百夫：鹿賀丈史
- 相良令子：鶴田真由
- 三木三郎：小坂一也
- 三木キネ子：水野久美
- 広岡由里子、有福正志、佐戸井けん太、林勇、山本清　ほか

## スタッフ
- 原作・脚本：一色伸幸
- 監督：金子修介
- 音楽：大谷幸
- ナレーション：久米明
- 製作者：山科誠、高井英幸
- 撮影：高瀬比呂志
- 美術：山口修
- 照明：高柳清一
- 録音：林大輔
- 編集：冨田功
- 助監督：冨樫森
- 監督捕：栃原広昭
- 製作担当：石川達也
- タイユニットプロデューサー：面高昌男（Asia Production Service Co.Ltd）
- 音響効果：東洋音響カモメ（斉藤昌利、中村佳央）
- MA：にっかつスタジオセンター
- タイトル：マリンポスト
- 現像：東京現像所
- 統括プロデューサー：島谷能成、渡辺龍夫
- プロデューサー：小林壽夫、山田耕大
- 企画制作：メリエス
- 製作会社：東宝、バンダイビジュアル

## 備考
- 相良令子役は当初、松雪泰子が演じる予定だったが直前に降板し、鶴田真由が抜擢された。
- 監督の金子修介は、撮影終了後に月刊誌『シナリオ』1993年10月号で、主演の織田裕二の本作撮影中の態度や素行について批判している[1][2]。
- 『就職戦線異状なし』のスタッフやキャストが多い。監督の金子修介と音楽の大谷幸と編集の冨田功と出演者の織田裕二と鶴田真由。